# Stenoma complanella
Stenoma complanella es una especie de polilla del género Stenoma, orden Lepidoptera.
Fue descrita científicamente por Walsingham en 1891.

## Distribución
Se distribuye por Gambia.